# Polygonum setosum
Polygonum setosum är en slideväxtart. Polygonum setosum ingår i släktet trampörter, och familjen slideväxter.

## Underarter
Arten delas in i följande underarter:
- P. s. luzuloides
- P. s. setosum